# Scharbeutz
Scharbeutz (phát âm tiếng Đức: [ʃaʁˈbɔʏts]) là một đô thị thuộc huyện Ostholstein, bang Schleswig-Holstein, Đức.